# بالسونز نايبولا
بالسونز نايبولا (مواليد 1930) هو سبّاح فلبيني، مثّل بلاده في الألعاب الأولمبية الصيفية 1956.

## روابط خارجية
بالسونز نايبولا على موقع الاتحاد الدولي للسباحة (الإنجليزية)
- بالسونز نايبولا على موقع أوليمبيديا (الإنجليزية)